# Siegfried II. von Eppstein
Siegfried II. von Eppstein (* um 1165; † 9. September 1230 in Erfurt) aus dem Geschlecht der Herren von Eppstein war Erzbischof von Mainz und somit auch Erzkanzler des Heiligen Römischen Reiches. Die Eppsteiner, denen im Spätmittelalter der Aufbau einer der bedeutendsten Adelsherrschaften in Hessen gelang und die bereits um 1200 reich begütert in Spessart, Taunus und Wetterau waren, waren als Herren hochadlig und stellten im 13. Jahrhundert gleich vier Mainzer Erzbischöfe.

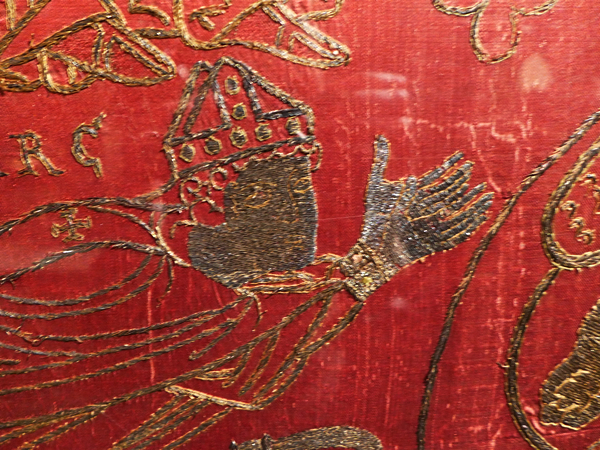
Siegfried II. auf dem Rupertsberger Antependium

## Leben
Siegfried wurde als zweiter Sohn Gerhards I. von Eppstein geboren und schlug eine kirchliche Laufbahn ein. Schon 1189 war er Inhaber der Propstei von St. Gangolf in Mainz. Hinzu kamen 1194 die Propstei St. Martin in Worms und 1196 die von St. Peter in Mainz.
Nach dem Tod von Erzbischof Konrad I. von Wittelsbach im Oktober 1200 war das Mainzer Domkapitel in zwei Fraktionen gespalten. Die Mehrheit erkannte Philipp von Schwaben als König an und setzte sich für den staufisch gesinnten Wormser Bischof Leopold II. von Schönfeld (auch: Luitpold von Scheinfeld) als neuen Erzbischof ein. Die Minderheit des Kapitels wählte jedoch in Bingen den Kandidaten der welfischen Seite, Siegfried von Eppstein, zum neuen Erzbischof. Mit Hilfe Philipps gelang es Leopold zwar, Siegfried aus Bingen zu vertreiben, doch dieser floh nach Köln, wo er sich mit den Welfen verbündete und sogleich Bingen und auch Mainz eroberte. Die Bischofsweihe spendete ihm der Päpstliche Legat Kardinal Guy Paré. Mitkonsekratoren waren Adolf von Altena, Erzbischof von Köln, und Hermann von Katzenelnbogen, Bischof von Münster. Zu Weihnachten 1200 krönte er den Welfen Otto IV. zum Dank zum König.
Papst Innozenz III. erkannte 1201 Otto als König an und erklärte Siegfried zum rechtmäßigen Erzbischof von Mainz. Doch Philipp behielt so viele Anhänger, dass nach 1205 von einem Königtum Ottos keine Rede mehr sein konnte, zumal sich auch Innozenz inzwischen für den Staufer aussprach. Dies wirkte sich auch auf das Pontifikat Siegfrieds als Erzbischof aus. Er konnte sich im Bistum nicht durchsetzen und ging daher 1206 nach Rom, wo er nach einigen Quellen (aber nicht restlos belegt) als Kardinalpriester an Santa Sabina tätig war.
Am 21. Juni 1208 wurde Philipp von Schwaben in Bamberg ermordet. Dies ließ die staufische Opposition im Reich kollabieren, wodurch sich auch Leopold nicht auf dem Mainzer Erzbischofsstuhl halten konnte. Er überließ ihn daher Siegfried, der im selben Jahr als päpstlicher Legat aus Rom zurückgekehrt war. Die Adligen von Eppstein sollten in der Folge den Erzstuhl in Mainz bis 1305 gleich viermal besetzen. In diese Epoche fallen Höhepunkt und Untergang der mittelalterlichen Kaiseridee und das Interregnum.
Nach der Kaiserkrönung Ottos IV. am 4. Oktober 1209 brach jedoch Streit zwischen dem Papst und dem neuen Kaiser aus, da dieser nicht, wie versprochen, auf kaiserliche Rechte und Güter in Italien verzichten wollte. Siegfried stellte sich daher gegen seinen langjährigen Weggefährten. 1212 wurde er zum päpstlichen Legaten ernannt und krönte den Staufer Friedrich II., für dessen Wahl zum Kaiser er sich einsetzte, am 9. Dezember 1212 in Mainz. Als Reaktion auf diesen „Verrat“ richtete Otto IV. in den mainzischen Gebieten erhebliche Zerstörungen an. Doch Otto stand auf verlorenem Posten und wurde 1214 bei Tournai von Friedrich II. und dessen französischen Verbündeten Philipp II. August geschlagen.
Am 25. Juli 1215 krönte Erzbischof Siegfried Friedrich abermals in Aachen. Ob er an dem gleich darauf beginnenden Kreuzzug teilnehmen wollte, ist umstritten. Fest steht jedoch, dass er nie im Heiligen Land war und dass er 1215 am IV. Laterankonzil teilnahm. 1220 nahm er auch an der Kaiserkrönung Friedrichs II. in Rom teil.
Die langwährende Abwesenheit Friedrich II. aus Deutschland und die Ermordung des von ihm benannten Reichsverwesers, Erzbischof Engelbert I. von Köln, im November 1225 ermöglichten Siegfried in der Folge, großen Einfluss auf die Reichspolitik zu nehmen. An dem Streit zwischen Papst Gregor IX. und Friedrich beteiligte er sich nicht.
Siegfried starb am 9. September 1230 in Erfurt und wurde in der dortigen Marienkirche beigesetzt.
Sein Nachfolger, der wie er die Landesherrschaft Mainz ausbaute, war sein Neffe Siegfried III. von Eppstein.